# Bouquet d'illusions
 (juillet 2025).
Pour plus de détails, voir Fiche technique et Distribution.
Bouquet d'illusions est un court métrage français réalisé par Georges Méliès, sorti en 1901 en France et en mai 1902, sous le nom de La femme à trois têtes, aux États-Unis, au début du cinéma muet.

## Fiche technique
- Réalisateur et producteur : Georges Méliès
- Sociétés de production : Georges Méliès et Star Film
- Format : Muet - Noir et blanc - 1,33:1 - 35 mm
- Genre : Fantastique